# کارل کاکس
کارل کاکس (به انگلیسی: Carl Cox) (زادهٔ ۲۹ ژوئیهٔ ۱۹۶۲، باربادوس) یک دی‌جی و تهیّه‌کنندهٔ موسیقی تکنو و هاوس بریتانیایی است. در سال ۱۹۹۷، در نخستین رده‌بندی دی‌جی‌های سراسر جهان به‌وسیلهٔ مجلّهٔ دی‌جی، کارل کاکس در ردهٔ نخست جای گرفت.

## زندگی‌نامه
در اواسط دههٔ ۱۹۸۰، کارل کاکس کارش را به عنوان یک دی‌جی هاردکور و ریو آغاز کرد.